# Frédéric Guillaume de Donop
Fréderic Guillaume Donop , né le 3 juin 1773 à Cassel (Allemagne), mort le 18 juin 1815 à Waterloo (Belgique), est un général français de la révolution et de l’Empire.

## Biographie

### Carrière sous la Révolution et l'Empire

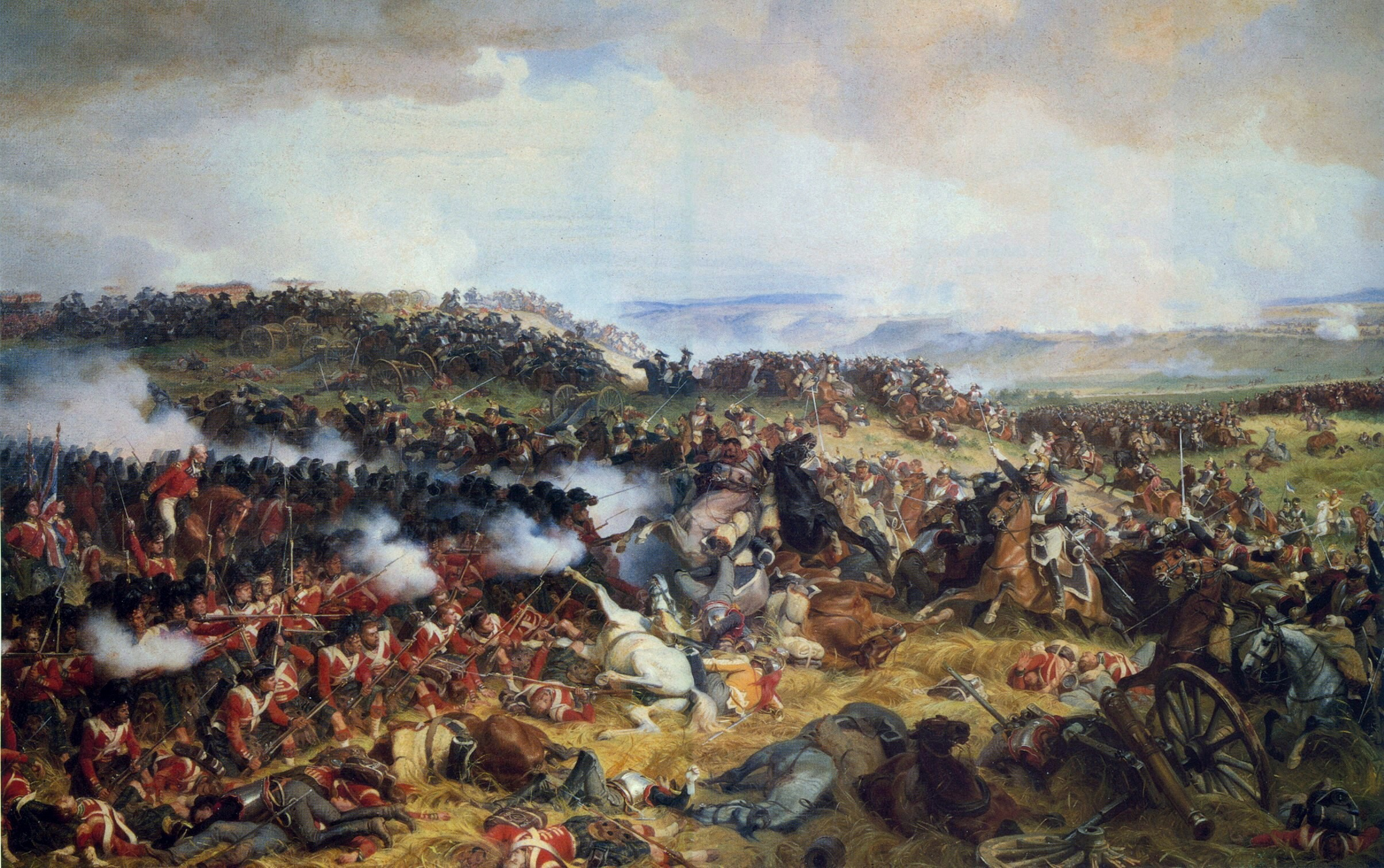
Le général Donop est mortellement blessé en chargeant à la tête de ses cuirassiers à Waterloo (peinture de Félix Philippoteaux).

Il entre en service à 16 ans au régiment d’Esterhazy (3e régiment de hussards) le 17 mars 1789. Il est sous-lieutenant le 5 juin 1790, et il fait les campagnes de 1792 à l’an II à l’armée de la Moselle, où il obtient le grade de lieutenant. Le 14 brumaire an II (4 novembre 1793), il est destitué comme noble. Il est réintégré le 23 floréal an IX (13 mai 1801), avec le grade de lieutenant aide de camp du général Tharreau.
En l’an XIII, il est adjoint à l’état-major de la cavalerie de réserve à la Grande Armée, et il obtient à la bataille d’Austerlitz, la croix de chevalier de la Légion d’honneur. Il est nommé le 23 août 1806, capitaine au 9e régiment de hussards, il fait les campagnes de 1806 et 1807, et il se trouve avec son régiment aux affaires de Saalfed le 10 octobre 1806, d'Iéna le 14 octobre 1806 et de Pultusk le 26 décembre 1806. Le 3 juillet 1807, il est promu chef d’escadron, il sert comme aide de camp du général de la Houssaye en Espagne. Il est cité honorablement au passage du Tage, au pont de l’Arzobispo, et le 8 août 1809, il est nommé adjudant commandant chef d’état-major de la 4e division de dragons. Le 11 août 1812, il se distingue de nouveau à la bataille de Majadahonda. Il est fait officier de la Légion d’honneur le 9 février 1813, et il est promu général de brigade le 25 décembre 1813.

### La Restauration et Waterloo

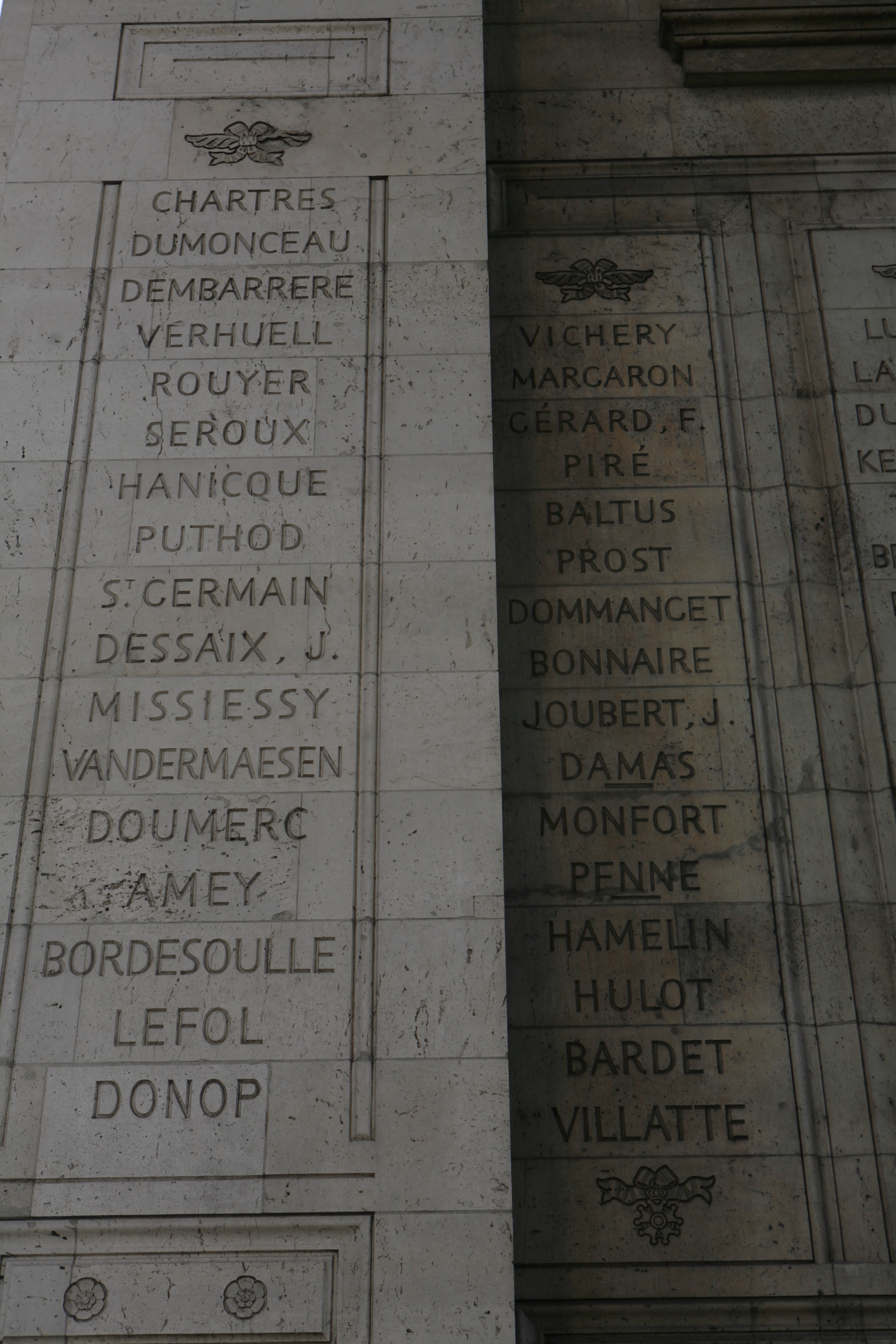
Noms gravés sous l'arc de triomphe de l'Étoile : pilier Ouest, 1re et 2e colonnes.

À la Restauration, le roi Louis XVIII, le fait chevalier de Saint-Louis. En 1815, pendant les Cent-Jours, il est appelé au commandement de la 2e brigade de la 12e division de cavalerie de réserve du 4e corps de l’armée de la Moselle. Il meurt le 18 juin 1815 à la bataille de Waterloo.

## Distinctions
- Il fait partie des 660 personnalités à avoir son nom gravé sous l'arc de triomphe de l'Étoile.

## Sources
- (en) « Generals Who Served in the French Army during the Period 1789 - 1814: Eberle to Exelmans »
- Thierry Pouliquen, « Les généraux français et étrangers ayant servis [sic] dans la Grande Armée » (consulté le 7 septembre 2013)
- Auguste Alexis Floréal Baron, Biographie universelle ou Dictionnaire de tous les hommes qui se sont fait remarquer par leurs écrits, leurs actions, J.P Tircher, 1843, 1128 p. (lire en ligne), p. 978.